# Wallfahrtskirche St. Maria (Rudlfing)

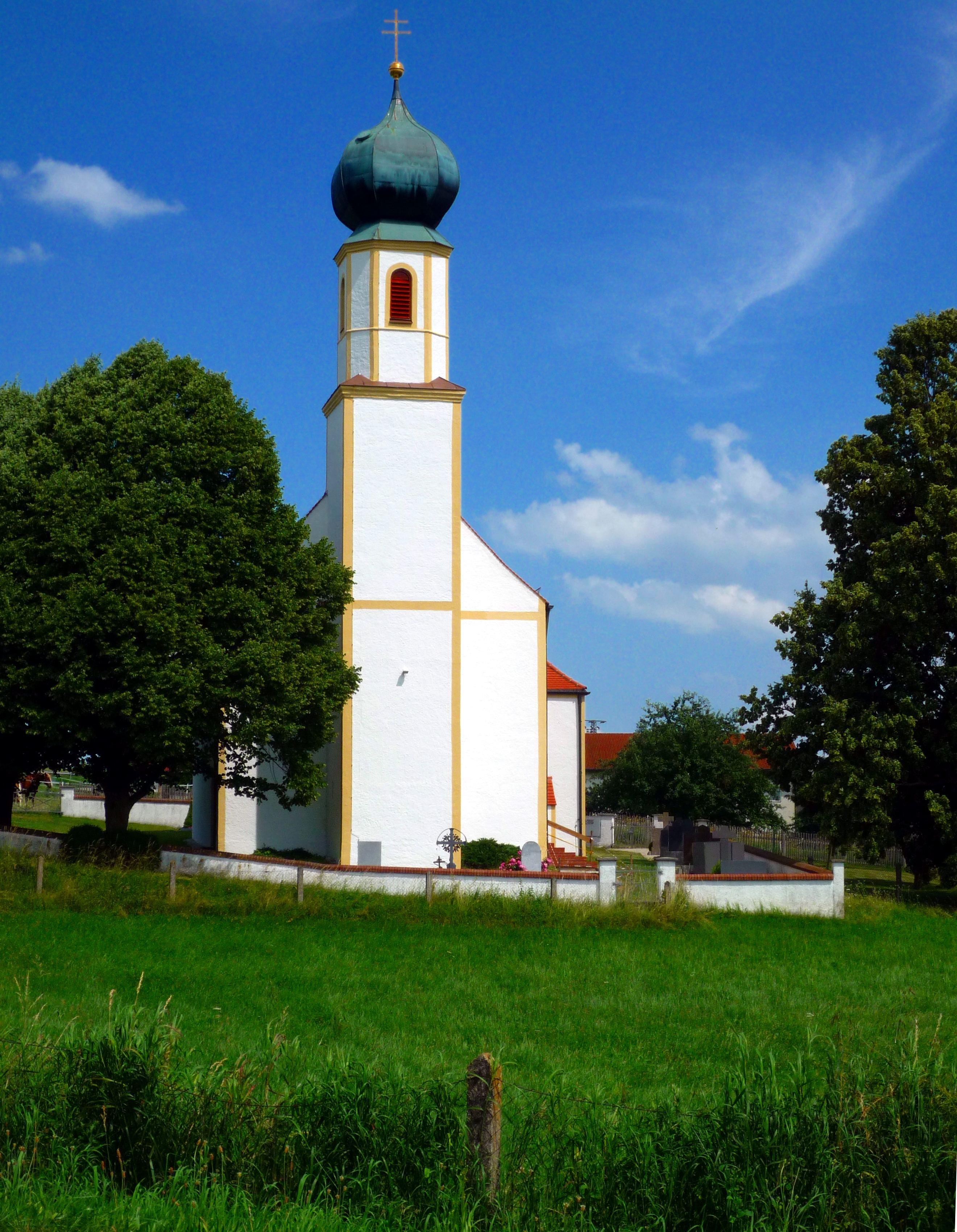
St. Maria in Rudlfing

Die Wallfahrtskirche St. Maria ist die römisch-katholische Dorfkirche vom Marzlinger Ortsteil Rudlfing in Oberbayern. Der heutige Bau wurde zwischen 1752 und 1755 am nördlichen Dorfrand an der Straße nach Marzling errichtet. Das barocke Gotteshaus ersetzte einen Vorgängerbau an gleicher Stelle. Die Kirche war lange Zeit Ziel von Marienwallfahrten.

## Beschreibung
Die Saalkirche wurde laut dem letzteres Datum am Chorbogen 1752–55 von dem Freisinger Baumeister Ignaz Reiser erbaut. Sie besteht aus einem Langhaus und einem eingezogener Chor mit Vorjoch. Der Chor und das Langhaus sind mit Pilaster gegliedert, der Chorbogen ist stark eingezogen. Der Westturm stammt von 1774/75. Im obersten Geschoss steht der Glockenstuhl mit den Glocken, darüber die bekrönende  Zwiebelhaube.

## Ausstattung
Das Hochaltarretabel von 1754 wurde 1847 verändert. Es schmückt eine bemalte, etwa 100 Zentimeter hohe Madonnenfigur vom Ende des 15. Jahrhunderts. Sie zeigt Maria in sitzender Position. In der Linken hält sie das Zepter, in der Rechten das Jesuskind, flankiert von den Seitenfiguren des hl. Antonius von Padua und der hl. Katharina. Das Altarblatt im nördlichen Nebenaltarretabel zeigt das Gemälde Das Pfingstfest des Münchener Malers H. Greiter aus dem Jahr 1756, das Oberbild Noli me tangere aus dem 19. Jahrhundert.

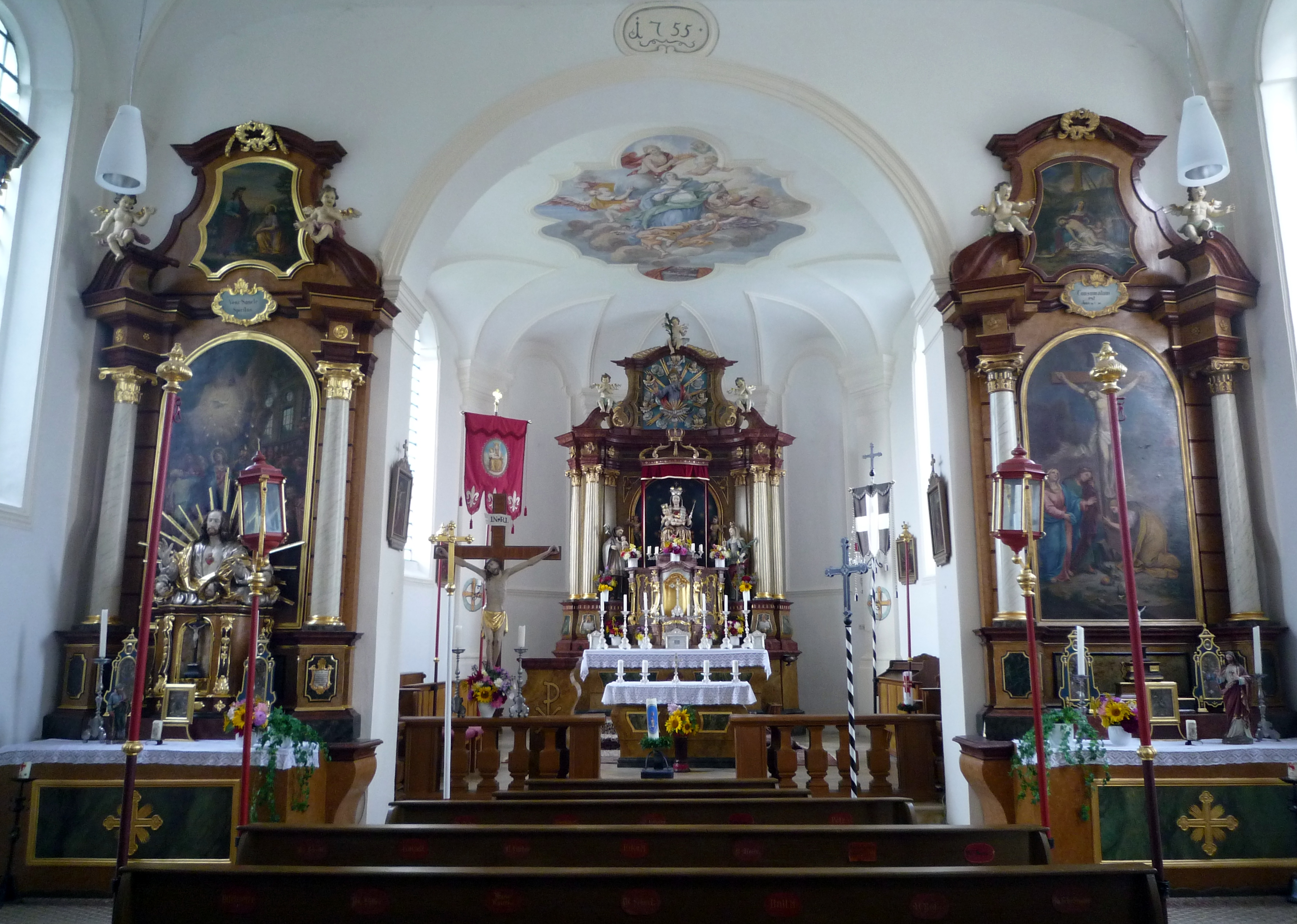
Innenansicht
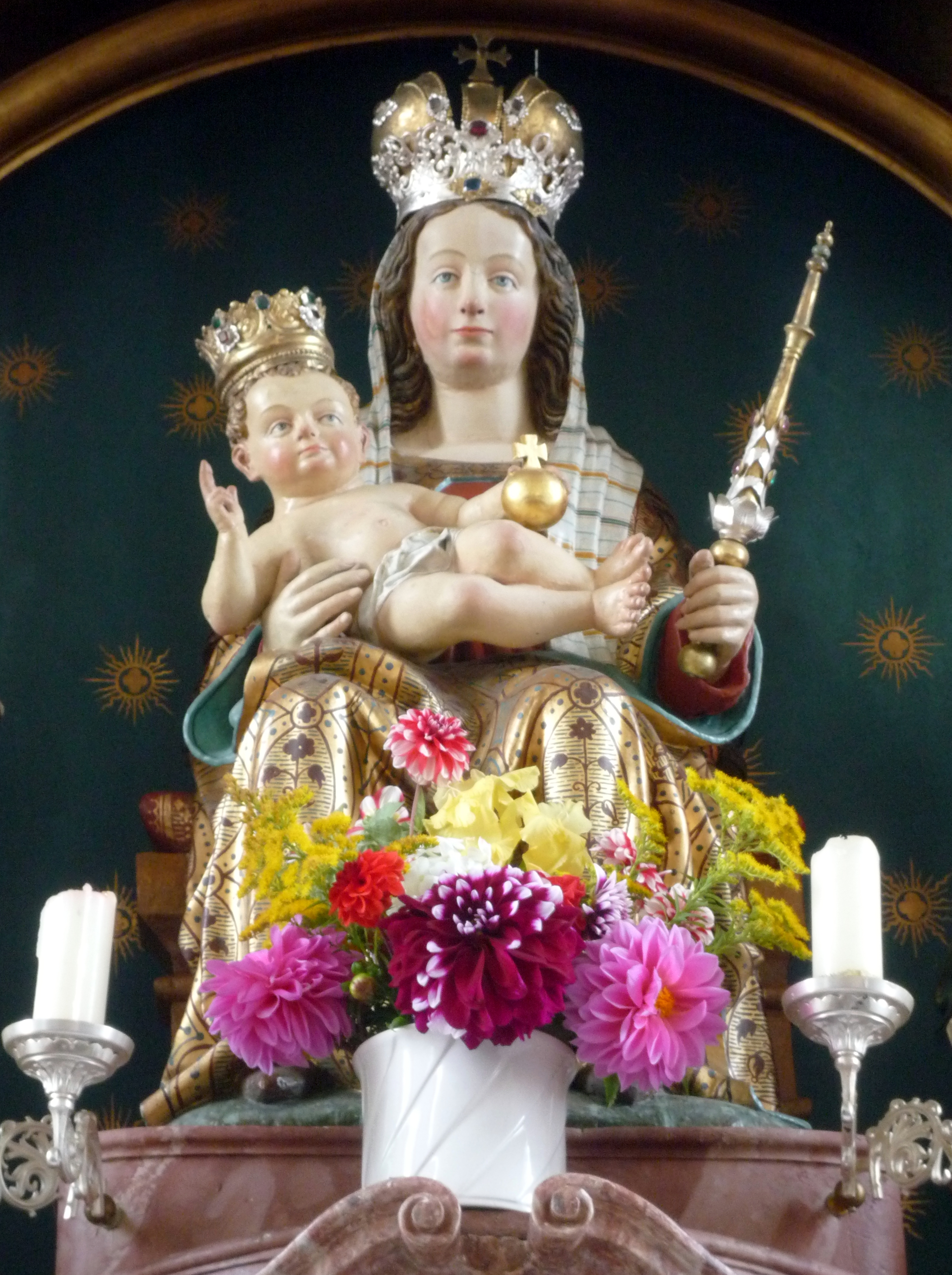
Madonnenfigur
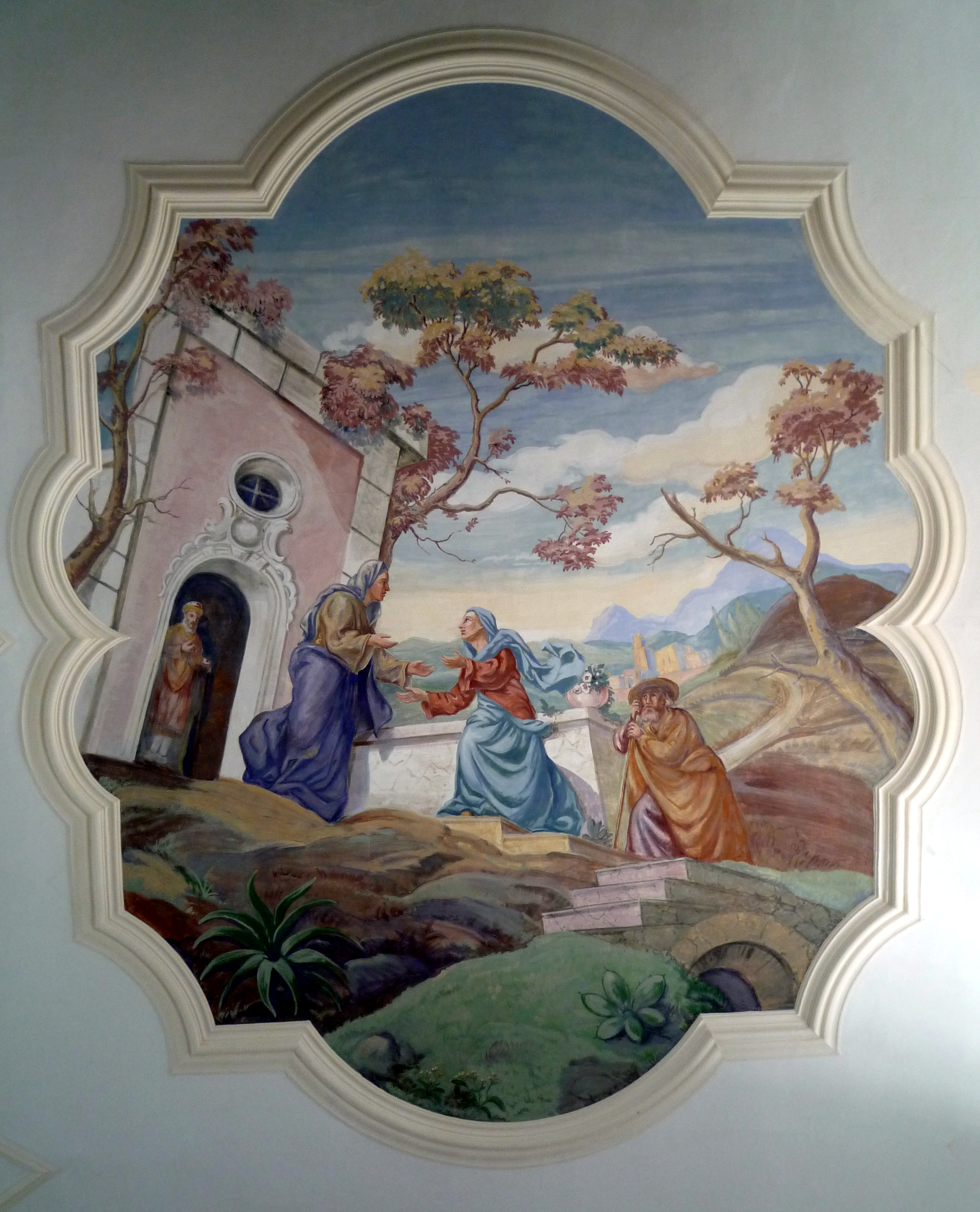
Deckengemälde

## Orgel

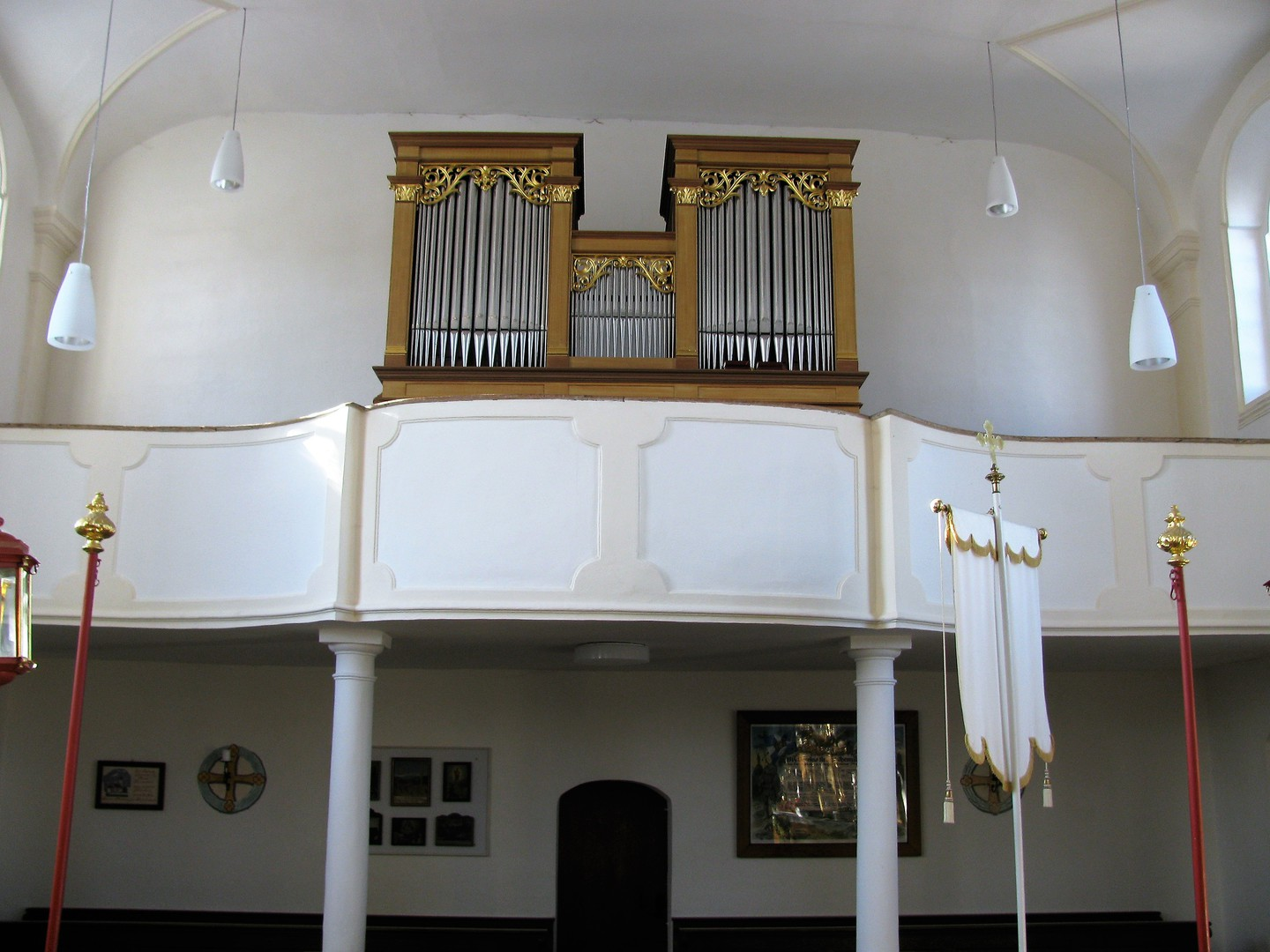
Orgel

Die Orgel mit sieben Registern auf einem Manual und Pedal wurde 1884 von Franz Borgias Maerz ursprünglich für das Erzbischöfliche Knabenseminar in Freising erbaut. 1925 wurde das mechanische Kegelladen-Instrument zusammen mit seinem nachklassizistischen Prospekt hierher transferiert. Es wurde 2015 durch Eder Orgelbau restauriert. Die Disposition lautet:
| Manual C–f3 |    |
| Principal   | 8′ |
| Salicional  | 8′ |
| Gamba       | 8′ |
| Gedackt     | 8′ |
| Octav       | 4′ |
| Flöte       | 4′ |

| Pedal C–d1 |     |
| Subbaß     | 16′ |

- Koppel: M/P
- Spielhilfe: Tutti